# Raumschiff Orion (Romanserie)
Raumschiff Orion war eine auf der 1966 erstmals gesendeten Fernsehserie Raumpatrouille – Die phantastischen Abenteuer des Raumschiffes Orion basierende Romanserie, die von 1968 bis 1984 erschien.
Die sieben Original-Episoden und weitere erdachte Abenteuer erschienen zunächst als Taschenbücher, ab 1972 wurden die Taschenbücher in Heftform nachgedruckt und fortgesetzt.
Die Autoren stammten aus dem Umfeld der Perry-Rhodan-Serie, ein großer Teil der Romane wurde von Hanns Kneifel verfasst, der die ersten 41 Titel mit einer Ausnahme im Alleingang produzierte. Dabei nahm er sich die Freiheit, Handlungselemente und Details hinzuzufügen, die in der Fernsehserie nicht vorkommen. Er veränderte auch Ränge, Schreibweisen und Dienstbezeichnungen. Wamsler und Kublai-Krim tauschten beispielsweise die Ränge, aus Cliff Allister McLane wurde Cliff Allistair McLane. Weitere Autoren der Serie waren
H. G. Ewers,
Horst Hoffmann,
Harvey Patton und
Ernst Vlcek.

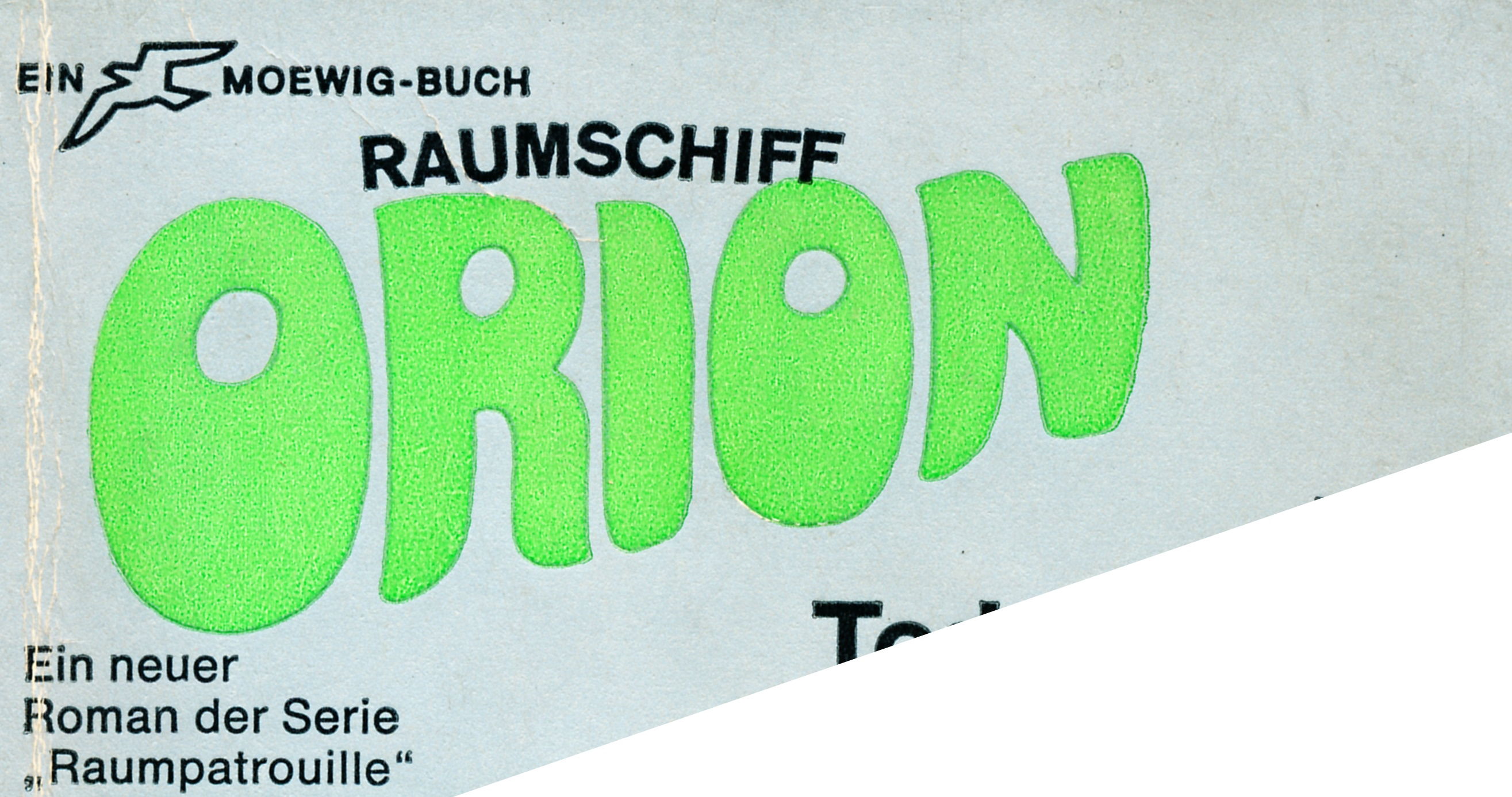
Raumschiff Orion

Insgesamt erschienen in der Reihe 145 Bände. Die ersten Bände erschienen bis Band 12 zuerst in der Terra Taschenbuchreihe des Moewig-Verlags, Band 13 bis 35 erschien in einer eigenen Reihe als Orion Taschenbuch. Die Veröffentlichungen als Heftroman in der Reihe Terra Astra waren gegenüber den Erstausgaben aufgrund des geringeren Umfangs gekürzt. Das Gleiche gilt für die Heftromanausgaben der Bände 1 bis 33, die als eigenständige Reihe 1976/1977 im Pabel Verlag erschienen. Mit Band 35 wurde die Reihe der Orion Taschenbücher eingestellt, die folgenden Romane erschienen in der Terra-Astra-Reihe. Band 48 bis 81 erschien in einer eigenen Orion-Heftromanserie. Band 10, Band 14 und die Bände 19 bis 30 erschienen 1990/1991 auch in der Reihe Goldmann Science Fiction. Die Bände 1 bis 7 der Fernsehserie erschienen in der Taschenbuchreihe von Haffmans Verlag und 2011 als Hardcover im Saphir im Stahl-Verlag.
In den Jahren 2012–2014 wurden die weiteren Bände 146–153 auf Basis existierender Texte von Hans Peschke (Harvey Patton) und Gerd Lange in zwei Sammelbänden bei TCE (Terranischer Club Eden) veröffentlicht, davon 152 und 153 als Exposé.
Zwölf Bände der Serie wurden Mitte der 1970er Jahre in Schweden in den Anthologien Saturnus und Kosmos publiziert. Ab 1977 wurden in Brasilien bei Editora Tecnoprint Ltda in Rio de Janeiro 13 Bände als eigene Reihe unter dem Titel Espaçonave Orion – A Patrulha das Estrelas herausgegeben, wobei auf dem Titelbild darauf hingewiesen wurde, dass die Autoren der Perry-Rhodan-Redaktion angehören.

## Liste der Titel
| Nr. | Autor          | Titel                                                                     | EA   | Ausgaben                                                                                     |
| --- | -------------- | ------------------------------------------------------------------------- | ---- | -------------------------------------------------------------------------------------------- |
| 001 | Hans Kneifel   | Angriff aus dem All                                                       | 1968 | Terra Taschenbuch #134 / Terra Astra #52 / Haffmans Taschenbuch #72                          |
| 002 | Hans Kneifel   | Planet außer Kurs (auch als: Befehl an Raumschiff Orion: Rettet die Erde) | 1968 | Terra Taschenbuch #136 / Boje-Weltraumabenteuer / Terra Astra #56 / Haffmans Taschenbuch #73 |
| 003 | Hans Kneifel   | Die Hüter des Gesetzes                                                    | 1968 | Terra Taschenbuch #138 / Terra Astra #60 / Haffmans Taschenbuch #79                          |
| 004 | Hans Kneifel   | Deserteure                                                                | 1968 | Terra Taschenbuch #140 / Terra Astra #64 / Haffmans Taschenbuch #80                          |
| 005 | Hans Kneifel   | Kampf um die Sonne                                                        | 1968 | Terra Taschenbuch #142 / Terra Astra #68 / Haffmans Taschenbuch #90                          |
| 006 | Hans Kneifel   | Die Raumfalle                                                             | 1968 | Terra Taschenbuch #144 / Terra Astra #72 / Haffmans Taschenbuch #91                          |
| 007 | Hans Kneifel   | Invasion                                                                  | 1968 | Terra Taschenbuch #146 / Terra Astra #76 / Haffmans Taschenbuch #92                          |
| 008 | Hans Kneifel   | Die Erde in Gefahr                                                        | 1968 | Terra Taschenbuch #152 / Terra Astra #80                                                     |
| 009 | Hans Kneifel   | Planet der Illusionen                                                     | 1968 | Terra Taschenbuch #154 / Terra Astra #84                                                     |
| 010 | Hans Kneifel   | Wettflug mit dem Tod                                                      | 1969 | Terra Taschenbuch #156 / Terra Astra #88 / Goldmann Science Fiction #23644                   |
| 011 | Hans Kneifel   | Schneller als das Licht                                                   | 1969 | Terra Taschenbuch #158 / Terra Astra #92                                                     |
| 012 | Hans Kneifel   | Die Mordwespen                                                            | 1969 | Terra Taschenbuch #160 / Terra Astra #96                                                     |
| 013 | Hans Kneifel   | Kosmische Marionetten                                                     | 1969 | Orion Taschenbuch #13 / Terra Astra #100                                                     |
| 014 | Hans Kneifel   | Die tödliche Ebene                                                        | 1969 | Orion Taschenbuch #14 / Terra Astra #104 / Goldmann Science Fiction #23645                   |
| 015 | Hans Kneifel   | Schiff aus der Zukunft                                                    | 1969 | Orion Taschenbuch #15 / Terra Astra #108                                                     |
| 016 | Ernst Vlcek    | Revolte der Puppen                                                        | 1969 | Orion Taschenbuch #16 / Terra Astra #112                                                     |
| 017 | Hans Kneifel   | Verschollen im All                                                        | 1969 | Orion Taschenbuch #17 / Terra Astra #116                                                     |
| 018 | Hans Kneifel   | Safari im Kosmos                                                          | 1969 | Orion Taschenbuch #18 / Terra Astra #120                                                     |
| 019 | Hans Kneifel   | Die unsichtbaren Herrscher                                                | 1969 | Orion Taschenbuch #19 / Terra Astra #124 / Goldmann Science Fiction #23631                   |
| 020 | Hans Kneifel   | Der stählerne Mond                                                        | 1969 | Orion Taschenbuch #20 / Terra Astra #128 / Goldmann Science Fiction #23630                   |
| 021 | Hans Kneifel   | Staatsfeind Nummer Eins                                                   | 1969 | Orion Taschenbuch #21 / Terra Astra #132 / Goldmann Science Fiction #23632                   |
| 022 | Hans Kneifel   | Der Mann aus der Vergangenheit                                            | 1969 | Orion Taschenbuch #22 / Terra Astra #136 / Goldmann Science Fiction #23633                   |
| 023 | Hans Kneifel   | Entführt in die Unendlichkeit                                             | 1970 | Orion Taschenbuch #23 / Terra Astra #140 / Goldmann Science Fiction #23634                   |
| 024 | Hans Kneifel   | Die phantastischen Planeten                                               | 1970 | Orion Taschenbuch #24 / Terra Astra #144 / Goldmann Science Fiction #23635                   |
| 025 | Hans Kneifel   | Gefahr für Basis 104                                                      | 1970 | Orion Taschenbuch #25 / Terra Astra #148 / Goldmann Science Fiction #23636                   |
| 026 | Hans Kneifel   | Die schwarzen Schmetterlinge                                              | 1970 | Orion Taschenbuch #26 / Terra Astra #152 / Goldmann Science Fiction #23637                   |
| 027 | Hans Kneifel   | Das Eisgefängnis                                                          | 1970 | Orion Taschenbuch #27 / Terra Astra #156 / Goldmann Science Fiction #23639                   |
| 028 | Hans Kneifel   | Bohrstation Alpha                                                         | 1970 | Orion Taschenbuch #28 / Terra Astra #160 / Goldmann Science Fiction #23640                   |
| 029 | Hans Kneifel   | Das Team der Selbstmörder                                                 | 1970 | Orion Taschenbuch #29 / Terra Astra #164 / Goldmann Science Fiction #23643                   |
| 030 | Hans Kneifel   | Der Raumpirat                                                             | 1970 | Orion Taschenbuch #30 / Terra Astra #168 / Goldmann Science Fiction #23646                   |
| 031 | Hans Kneifel   | Der Königspfad                                                            | 1970 | Orion Taschenbuch #31 / Terra Astra #172                                                     |
| 032 | Hans Kneifel   | Die träumende Erde                                                        | 1970 | Orion Taschenbuch #32 / Terra Astra #176                                                     |
| 033 | Hans Kneifel   | Spirale zur Welt                                                          | 1970 | Orion Taschenbuch #33 / Terra Astra #180                                                     |
| 034 | Hans Kneifel   | Wikinger der Sterne                                                       | 1970 | Orion Taschenbuch #34 / Terra Astra #184                                                     |
| 035 | Hans Kneifel   | Der Todesmarsch                                                           | 1970 | Orion Taschenbuch #35 / Terra Astra #188                                                     |
| 036 | Hans Kneifel   | Training für die Sterne                                                   | 1975 | Terra Astra #192                                                                             |
| 037 | Hans Kneifel   | Unternehmen Phönix                                                        | 1975 | Terra Astra #195                                                                             |
| 038 | Hans Kneifel   | Jäger zwischen den Sternen                                                | 1975 | Terra Astra #198                                                                             |
| 039 | Hans Kneifel   | Tödlicher Sternentraum                                                    | 1975 | Terra Astra #203                                                                             |
| 040 | Hans Kneifel   | System der tausend Rätsel                                                 | 1975 | Terra Astra #207                                                                             |
| 041 | Hans Kneifel   | Hüter der Menschheit                                                      | 1975 | Terra Astra #212                                                                             |
| 042 | H. G. Ewers    | Kreuzweg der Dimensionen                                                  | 1976 | Terra Astra #258                                                                             |
| 043 | H. G. Ewers    | Der Mordroboter                                                           | 1976 | Terra Astra #262                                                                             |
| 044 | Hans Kneifel   | Gefahr vom Jupiter                                                        | 1976 | Terra Astra #266                                                                             |
| 045 | H. G. Francis  | Erbe des Infernos                                                         | 1976 | Terra Astra #270                                                                             |
| 046 | H. G. Ewers    | Kristall des Todes                                                        | 1976 | Terra Astra #274                                                                             |
| 047 | Hans Kneifel   | Die Hypnobasis                                                            | 1977 | Orion-Heftroman #47                                                                          |
| 048 | H. G. Francis  | Duell der Körperlosen                                                     | 1977 | Orion-Heftroman #48                                                                          |
| 049 | Horst Hoffmann | Invasionsbasis Roter Planet                                               | 1977 | Orion-Heftroman #49                                                                          |
| 050 | Hans Kneifel   | Fluchtburg im Weltraum                                                    | 1977 | Orion-Heftroman #50                                                                          |
| 051 | H. G. Francis  | Kinder der Blauen Blume                                                   | 1977 | Orion-Heftroman #51                                                                          |
| 052 | Hans Kneifel   | Stimmen vom Jupiter                                                       | 1977 | Orion-Heftroman #52                                                                          |
| 053 | Hans Kneifel   | Goldener Käfig Saturn                                                     | 1977 | Orion-Heftroman #53                                                                          |
| 054 | Hans Kneifel   | Phantom Baby                                                              | 1977 | Orion-Heftroman #54                                                                          |
| 055 | Harvey Patton  | Der Transmitterkreis                                                      | 1977 | Orion-Heftroman #55                                                                          |
| 056 | Horst Hoffmann | Invasion aus dem Meer                                                     | 1977 | Orion-Heftroman #56                                                                          |
| 057 | H. G. Ewers    | Zeitfestung Titan                                                         | 1977 | Orion-Heftroman #57                                                                          |
| 058 | Hans Kneifel   | Der Killersatelit                                                         | 1977 | Orion-Heftroman #58                                                                          |
| 059 | Harvey Patton  | Die magischen Spiegel                                                     | 1978 | Orion-Heftroman #59                                                                          |
| 060 | Horst Hoffmann | Das Planeten Monstrum                                                     | 1978 | Orion-Heftroman #60                                                                          |
| 061 | Harvey Patton  | Erbe der Uminiden                                                         | 1978 | Orion-Heftroman #61                                                                          |
| 062 | Horst Hoffmann | Raumrelais Theta schweigt                                                 | 1978 | Orion-Heftroman #62                                                                          |
| 063 | Horst Hoffmann | Söldner der toten Götter                                                  | 1978 | Orion-Heftroman #63                                                                          |
| 064 | Hans Kneifel   | Kosmisches Wespennest                                                     | 1978 | Orion-Heftroman #64                                                                          |
| 065 | H. G. Ewers    | Spukschloß im All                                                         | 1978 | Orion-Heftroman #65                                                                          |
| 066 | Hans Kneifel   | Botschaft aus dem Jenseits                                                | 1978 | Orion-Heftroman #66                                                                          |
| 067 | Harvey Patton  | Welt der Vulkane                                                          | 1978 | Orion-Heftroman #67                                                                          |
| 068 | Harvey Patton  | Planet der Amazonen                                                       | 1978 | Orion-Heftroman #68                                                                          |
| 069 | Horst Hoffmann | Bote des Infernos                                                         | 1978 | Orion-Heftroman #69                                                                          |
| 070 | Hans Kneifel   | Der Amnesie-Faktor                                                        | 1978 | Orion-Heftroman #70                                                                          |
| 071 | Hans Kneifel   | Die Könige von Mu                                                         | 1978 | Orion-Heftroman #71                                                                          |
| 072 | Horst Hoffmann | Magnetische Sterne                                                        | 1978 | Orion-Heftroman #72                                                                          |
| 073 | Harvey Patton  | Wächter im All                                                            | 1978 | Orion-Heftroman #73                                                                          |
| 074 | Horst Hoffmann | Welt für Anfänger                                                         | 1978 | Orion-Heftroman #74                                                                          |
| 075 | H. G. Ewers    | Kosmische Parasiten                                                       | 1978 | Orion-Heftroman #75                                                                          |
| 076 | Hans Kneifel   | Sieben Siegel zum Nichts                                                  | 1978 | Orion-Heftroman #76                                                                          |
| 077 | Hans Kneifel   | Sternenstadt                                                              | 1978 | Orion-Heftroman #77                                                                          |
| 078 | Harvey Patton  | Katakomben der Götter                                                     | 1978 | Orion-Heftroman #78                                                                          |
| 079 | Horst Hoffmann | Sonnenwalzer                                                              | 1978 | Orion-Heftroman #79                                                                          |
| 080 | Harvey Patton  | Projekt Achterbahn                                                        | 1978 | Orion-Heftroman #80                                                                          |
| 081 | Hans Kneifel   | Fürst der Dunkelwelt                                                      | 1978 | Orion-Heftroman #81                                                                          |
| 082 | Horst Hoffmann | Sternenkind                                                               | 1978 | Terra Astra #356                                                                             |
| 083 | Horst Hoffmann | Signale vom Transpluto                                                    | 1978 | Terra Astra #360                                                                             |
| 084 | Hans Kneifel   | Tore zur Hölle                                                            | 1978 | Terra Astra #364                                                                             |
| 085 | Hans Kneifel   | Nacht über Terra                                                          | 1978 | Terra Astra #368                                                                             |
| 086 | Harvey Patton  | Schicksalskreis Stonehenge                                                | 1978 | Terra Astra #372                                                                             |
| 087 | Horst Hoffmann | Operation Alpha Centauri                                                  | 1979 | Terra Astra #376                                                                             |
| 088 | H. G. Ewers    | Quarantänewelt                                                            | 1979 | Terra Astra #380                                                                             |
| 089 | Hans Kneifel   | Brücke ins All                                                            | 1979 | Terra Astra #384                                                                             |
| 090 | Horst Hoffmann | Lagrange-Punkt L5                                                         | 1979 | Terra Astra #388                                                                             |
| 091 | Harvey Patton  | Zeitreisende wider Willen                                                 | 1979 | Terra Astra #392                                                                             |
| 092 | Horst Hoffmann | Projekt Göttersaga                                                        | 1979 | Terra Astra #396                                                                             |
| 093 | H. G. Ewers    | Tödliche Programmierung                                                   | 1979 | Terra Astra #400                                                                             |
| 094 | Harvey Patton  | Allein im Weltraum                                                        | 1979 | Terra Astra #404                                                                             |
| 095 | Hans Kneifel   | Komet aus der Vergangenheit                                               | 1979 | Terra Astra #408                                                                             |
| 096 | Hans Kneifel   | Welt im Nirgendwo                                                         | 1979 | Terra Astra #412                                                                             |
| 097 | H. G. Ewers    | Traum-Party                                                               | 1979 | Terra Astra #416                                                                             |
| 098 | Horst Hoffmann | Planet der Rätsel                                                         | 1979 | Terra Astra #420                                                                             |
| 099 | Harvey Patton  | Im Zeichen der Götter                                                     | 1979 | Terra Astra #424                                                                             |
| 100 | H. G. Ewers    | Zeitfaktor unbekannt                                                      | 1980 | Terra Astra #428                                                                             |
| 101 | Horst Hoffmann | Galaxis der Toten Sterne                                                  | 1980 | Terra Astra #432                                                                             |
| 102 | Horst Hoffmann | Fischer der Sternenwüste                                                  | 1980 | Terra Astra #436                                                                             |
| 103 | Horst Hoffmann | Bewohner des Hades                                                        | 1980 | Terra Astra #440                                                                             |
| 104 | Hans Kneifel   | Wächter des kosmischen Rätsels                                            | 1980 | Terra Astra #444                                                                             |
| 105 | Horst Hoffmann | Heimstatt des Goldenen Eies                                               | 1980 | Terra Astra #448                                                                             |
| 106 | H. G. Ewers    | Feind aus dem Dunkel                                                      | 1980 | Terra Astra #452                                                                             |
| 107 | Harvey Patton  | Kampfstation Baratha                                                      | 1980 | Terra Astra #456                                                                             |
| 108 | Hans Kneifel   | Agenten auf Atlantis                                                      | 1980 | Terra Astra #460                                                                             |
| 109 | Horst Hoffmann | In Sklavenketten                                                          | 1980 | Terra Astra #464                                                                             |
| 110 | Hans Kneifel   | Die Saat des Drachen                                                      | 1980 | Terra Astra #468                                                                             |
| 111 | Harvey Patton  | Unnfayers Geheimnis                                                       | 1980 | Terra Astra #472                                                                             |
| 112 | Horst Hoffmann | Festung im Hyperraum                                                      | 1980 | Terra Astra #476                                                                             |
| 113 | Horst Hoffmann | Tod von Saturn                                                            | 1980 | Terra Astra #480                                                                             |
| 114 | Hans Kneifel   | Spieleinsatz Erde                                                         | 1980 | Terra Astra #484                                                                             |
| 115 | H. G. Ewers    | Welt der Gespenster                                                       | 1980 | Terra Astra #488                                                                             |
| 116 | Harvey Patton  | Thors Hammer                                                              | 1981 | Terra Astra #492                                                                             |
| 117 | Horst Hoffmann | Welt der Zombies                                                          | 1981 | Terra Astra #496                                                                             |
| 118 | H. G. Ewers    | Die Sicherheitsschaltung                                                  | 1981 | Terra Astra #500                                                                             |
| 119 | H. G. Ewers    | Ring des Verderbens                                                       | 1981 | Terra Astra #504                                                                             |
| 120 | Harvey Patton  | König Kenukai                                                             | 1981 | Terra Astra #508                                                                             |
| 121 | Hans Kneifel   | Wrack von Magellan                                                        | 1981 | Terra Astra #512                                                                             |
| 122 | Horst Hoffmann | Winterplanet                                                              | 1981 | Terra Astra #516                                                                             |
| 123 | Harvey Patton  | Langzeitwaffe Todeskristall                                               | 1981 | Terra Astra #520                                                                             |
| 124 | Hans Kneifel   | Schiff des Satans                                                         | 1981 | Terra Astra #524                                                                             |
| 125 | H. G. Ewers    | Sirenengesang                                                             | 1981 | Terra Astra #528                                                                             |
| 126 | Horst Hoffmann | Verschollen auf Swamp                                                     | 1981 | Terra Astra #532                                                                             |
| 127 | Horst Hoffmann | Station des Satans                                                        | 1981 | Terra Astra #536                                                                             |
| 128 | Harvey Patton  | Zuflucht im All                                                           | 1982 | Terra Astra #540                                                                             |
| 129 | Hans Kneifel   | Nandur und das Raubtier                                                   | 1982 | Terra Astra #544                                                                             |
| 130 | H. G. Ewers    | Aufbruch nach M 33                                                        | 1982 | Terra Astra #548                                                                             |
| 131 | H. G. Ewers    | Nandurs Geheimnis                                                         | 1982 | Terra Astra #552                                                                             |
| 132 | Horst Hoffmann | Entdeckung auf Dusty                                                      | 1982 | Terra Astra #554                                                                             |
| 133 | Harvey Patton  | Kinder der Parallelwelt                                                   | 1982 | Terra Astra #558                                                                             |
| 134 | Hans Kneifel   | Die Erde verschwindet                                                     | 1982 | Terra Astra #560                                                                             |
| 135 | H. G. Ewers    | Die Eroberer                                                              | 1982 | Terra Astra #564                                                                             |
| 136 | Horst Hoffmann | Der Weg nach Amalh                                                        | 1983 | Terra Astra #566                                                                             |
| 137 | Harvey Patton  | Mission im Mikrokosmos                                                    | 1983 | Terra Astra #570                                                                             |
| 138 | Hans Kneifel   | Ein Hauch von Zukunft                                                     | 1983 | Terra Astra #572                                                                             |
| 139 | H. G. Ewers    | Ruf aus Praesepe                                                          | 1983 | Terra Astra #576                                                                             |
| 140 | Horst Hoffmann | Der Fünferrat                                                             | 1983 | Terra Astra #578                                                                             |
| 141 | H. G. Ewers    | Expedition                                                                | 1983 | Terra Astra #582                                                                             |
| 142 | Hans Kneifel   | Im Gedankennetz                                                           | 1983 | Terra Astra #584                                                                             |
| 143 | Horst Hoffmann | Nova                                                                      | 1983 | Terra Astra #588                                                                             |
| 144 | Hans Kneifel   | Die Überlebenden                                                          | 1983 | Terra Astra #590                                                                             |
| 145 | H. G. Ewers    | Zeitblockade                                                              | 1984 | Terra Astra #594                                                                             |
| 146 | Gerd Lange     | Das Ende einer Irrfahrt                                                   | 2012 | TCE Sammelband „Die vergessenen Abenteuer“                                                   |
| 147 | Harvey Patton  | Die Rückkehr der Toten                                                    | 2012 | TCE Sammelband „Die vergessenen Abenteuer“                                                   |
| 148 | Harvey Patton  | Verhängnis unter roter Sonne                                              | 2012 | TCE Sammelband „Die vergessenen Abenteuer“                                                   |
| 149 | Gerd Lange     | Suchfunkspruch von Davenport II                                           | 2012 | TCE Sammelband „Die vergessenen Abenteuer“                                                   |
| 150 | Gerd Lange     | Experimente auf SARGON II                                                 | 2014 | TCE Sammelband „Die verlorenen Abenteuer“                                                    |
| 151 | Gerd Lange     | Signale aus dem Hyperraum (Trilogie I)                                    | 2014 | TCE Sammelband „Die verlorenen Abenteuer“                                                    |
| 152 | Gerd Lange     | In den Fängen der Frogs (Exposé, Trilogie II)                             | 2014 | TCE Sammelband „Die verlorenen Abenteuer“                                                    |
| 153 | Gerd Lange     | Die Dimensionsdiebe (Exposé, Trilogie III)                                | 2014 | TCE Sammelband „Die verlorenen Abenteuer“                                                    |